# Herpályi Csonkatorony
Koordináták: é. sz. 47° 13′ 28″, k. h. 21° 33′ 37″47.224522°N 21.560311°E

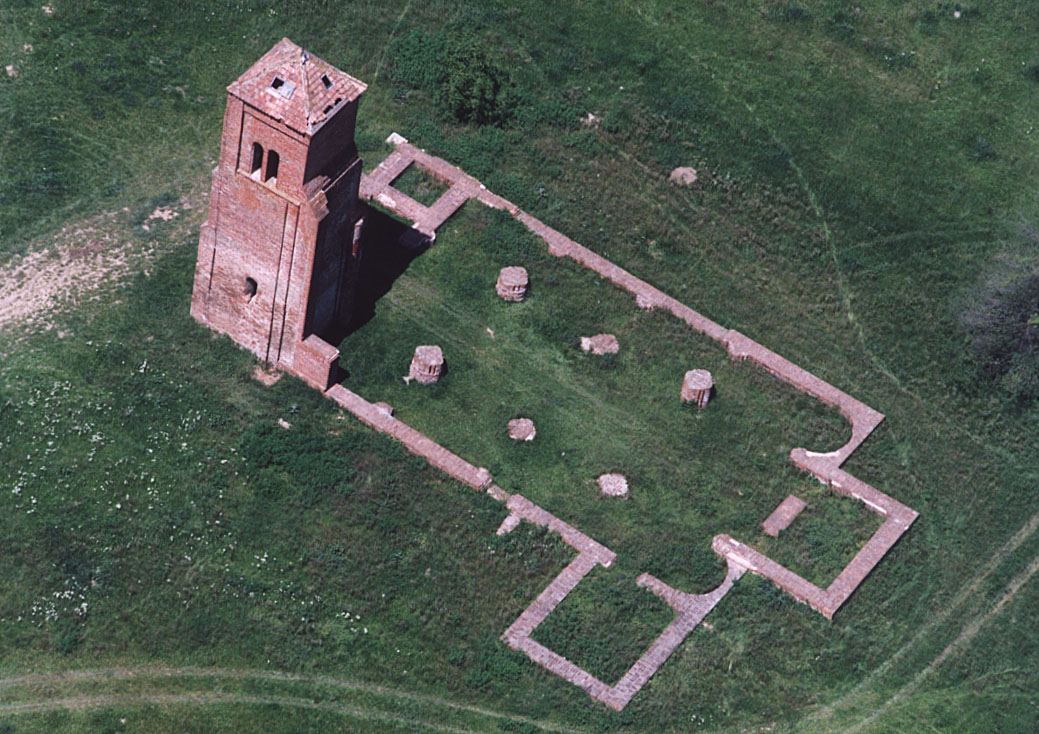
Légi fotó a Csonkatoronyról

A herpályi Csonkatorony az egykori Herpály nevű település 12. században román stílusban épült monostorának maradványa, Hajdú-Bihar vármegye legrégebbi építménye, amely Berettyóújfalu határában látható.

## Története
A mai csonkatorony csupán töredéke a réginek. A 19. század közepén még állt a másik torony, melyet azonban elbontottak, és a romot körülvevő árkot is betöltötték. A romot hitelesen 1878-ban írta le először Rómer Flóris, ebből és az ekkor készült rajzokból egyértelműen kiderül, hogy a templom román stílusú volt.
A második világháború idején a torony súlyosan megrongálódott, de később helyreállították és az 1970-es években tervszerű régészeti feltárást is végeztek. Ennek eredményeként egy háromhajós, reprezentatív, nyugati toronypáros, nagyméretű kolostortemplom alaprajza tűnt elő.